# Trimerinoides
Trimerinoides is een vliegengeslacht uit de familie van de oevervliegen (Ephydridae).

## Soorten
- T. adfinis (Cresson, 1922)